# Lijst van rijksmonumenten in Maastricht/Boschstraat
Een overzicht van de 69 rijksmonumenten in de stad Maastricht gelegen aan of bij de Boschstraat.
| Object | Oorspronkelijke functie? | Bouwjaar                                                                | Architect                              | Locatie                      | Coördinaten?                  | Nr.?   | Afbeelding                                    |
| --- | ------------------------ | ----------------------------------------------------------------------- | -------------------------------------- | ---------------------------- | ----------------------------- | ------ | --------------------------------------------- |
| Neoclassicistische toegangspoort, tot de fabriek van de Sphinx.                                                                                                   | Industrie                | 19e eeuw                                                                |                                        | Boschstraat 24               | 50° 51' 18" NB, 5° 41' 23" OL | 26752  | Meer afbeeldingen                             |
| Huis, zeer ingrijpend gewijzigd. | Woonhuis                 | 19e eeuw                                                                |                                        | Boschstraat 28               | 50° 51' 17" NB, 5° 41' 23" OL | 26753  | Meer afbeeldingen                             |
| Huis met gepleisterde lijstgevel. Ingang met aangekoppeld venster in Naamse steen.                                                                                | Gebouw                   | 18e eeuw                                                                |                                        | Boschstraat 31               | 50° 51' 18" NB, 5° 41' 25" OL | 26754  | Meer afbeeldingen                             |
| Huis met gepleisterde lijstgevel. | Gebouw                   | 18e eeuw                                                                |                                        | Boschstraat 32               | 50° 51' 17" NB, 5° 41' 23" OL | 26755  | Meer afbeeldingen                             |
| Huis met lijstgevel. | Gebouw                   | 19e eeuw                                                                |                                        | Boschstraat 34               | 50° 51' 17" NB, 5° 41' 23" OL | 26756  | Meer afbeeldingen                             |
| Huis met lijstgevel. | Gebouw                   | 18e eeuw                                                                |                                        | Boschstraat 36               | 50° 51' 16" NB, 5° 41' 23" OL | 26757  | Meer afbeeldingen                             |
| Huis met lijstgevel. | Gebouw                   | midden 17e eeuw                                                         |                                        | Boschstraat 38               | 50° 51' 16" NB, 5° 41' 23" OL | 26758  | Meer afbeeldingen                             |
| Huis IN HET WIT PEERT met lijstgevel. | Gebouw                   | eerste helft 18e eeuw                                                   |                                        | Boschstraat 40               | 50° 51' 16" NB, 5° 41' 23" OL | 26759  | Meer afbeeldingen                             |
| Huis met in de lijstgevel, segmentboogvensters in Naamse steen.                                                                                                   | Woonhuis                 | eerste helft 19e eeuw                                                   |                                        | Boschstraat 43               | 50° 51' 17" NB, 5° 41' 25" OL | 26760  | Meer afbeeldingen                             |
| Huis met rijk geornamenteerde gepleisterde lijstgevel. | Gebouw                   | tweede kwart 19e eeuw                                                   |                                        | Boschstraat 45               | 50° 51' 17" NB, 5° 41' 25" OL | 26761  | Meer afbeeldingen                             |
| Huis met lijstgevel. | Gebouw                   | 19e eeuw                                                                |                                        | Boschstraat 46               | 50° 51' 15" NB, 5° 41' 23" OL | 26762  | Meer afbeeldingen                             |
| Huis met gepleisterde lijstgevel. | Gebouw                   | derde kwart 19e eeuw                                                    |                                        | Boschstraat 47               | 50° 51' 17" NB, 5° 41' 25" OL | 26763  | Meer afbeeldingen                             |
| Huis met eenvoudige lijstgevel. | Gebouw                   | 19e eeuw                                                                |                                        | Boschstraat 48               | 50° 51' 15" NB, 5° 41' 23" OL | 26764  | Meer afbeeldingen                             |
| Huis met in de smalle lijstgevel. | Gebouw                   | eerste helft 19e eeuw                                                   |                                        | Boschstraat 49               | 50° 51' 17" NB, 5° 41' 25" OL | 26765  | Meer afbeeldingen                             |
| Huis met lijstgevel. | Gebouw                   | 18e eeuw                                                                |                                        | Boschstraat 50               | 50° 51' 15" NB, 5° 41' 23" OL | 26766  | Meer afbeeldingen                             |
| Huis met smalle lijstgevel, waarin een kozijn van Naamse steen.                                                                                                   | Gebouw                   | eerste helft 18e eeuw                                                   |                                        | Boschstraat 51               | 50° 51' 16" NB, 5° 41' 25" OL | 26767  | Meer afbeeldingen                             |
| Huis met lijstgevel. | Gebouw                   | 19e eeuw                                                                |                                        | Boschstraat 52               | 50° 51' 14" NB, 5° 41' 23" OL | 26768  | Meer afbeeldingen                             |
| Huis met smalle lijstgevel, voorzien van segmentboogvensters in Naamse steen.                                                                                     | Woonhuis                 | 18e eeuw                                                                |                                        | Boschstraat 53               | 50° 51' 16" NB, 5° 41' 25" OL | 26769  | Meer afbeeldingen                             |
| Huis met lijstgevel. | Gebouw                   | 18e eeuw                                                                |                                        | Boschstraat 55               | 50° 51' 16" NB, 5° 41' 25" OL | 26770  | Meer afbeeldingen                             |
| Huis PRINS VAN ORANIEN-STADHOUDER met lijstgevel. | Gebouw                   | eerste helft 19e eeuw (linkerdeel); tweede helft 18e eeuw (rechterdeel) |                                        | Boschstraat 55A              | 50° 51' 16" NB, 5° 41' 25" OL | 26771  | Meer afbeeldingen                             |
| Huis met Lodewijk XV-gevel. | Gebouw                   |                                                                         | Mathias Soiron (gevel bovenverdieping) | Boschstraat 60               | 50° 51' 14" NB, 5° 41' 23" OL | 26772  | Meer afbeeldingen                             |
| Huis met lijstgevel. | Gebouw                   | eerste helft 18e eeuw                                                   |                                        | Boschstraat 61               | 50° 51' 15" NB, 5° 41' 25" OL | 26773  | Meer afbeeldingen                             |
| Huis met eenvoudige lijstgevel. | Gebouw                   | 19e eeuw                                                                |                                        | Boschstraat 62               | 50° 51' 13" NB, 5° 41' 23" OL | 26774  | Meer afbeeldingen                             |
| Huis met lijstgevel. | Woonhuis                 |                                                                         |                                        | Boschstraat 63               | 50° 51' 15" NB, 5° 41' 25" OL | 26775  | Meer afbeeldingen                             |
| Huis met topgevel aan de straat. Zijgevel, eindigend in een hoofdgestel met consoles, blijkens steen uit 1653.                                                    | Woonhuis                 | 1653                                                                    |                                        | Boschstraat 64               | 50° 51' 13" NB, 5° 41' 23" OL | 26776  | Meer afbeeldingen                             |
| Huis met lijstgevel. | Werk-woonhuis            |                                                                         |                                        | Boschstraat 65               | 50° 51' 15" NB, 5° 41' 25" OL | 26777  | Meer afbeeldingen                             |
| Huis met hoog lessenaardak. | Woonhuis                 | derde kwart 19e eeuw                                                    |                                        | Boschstraat 67               | 50° 51' 14" NB, 5° 41' 25" OL | 26778  | Meer afbeeldingen                             |
| Huis met lijstgevel. | Woonhuis                 | eerste kwart 18e eeuw                                                   |                                        | Boschstraat 68               | 50° 51' 13" NB, 5° 41' 23" OL | 26779  | Meer afbeeldingen                             |
| Voormalige Refugie van Hocht, aan de straatzijde voorzien van een zeer brede lijstgevel.                                                                          | Gebouw                   | 17e eeuw - tweede kwart 19e eeuw                                        |                                        | Boschstraat 69               | 50° 51' 14" NB, 5° 41' 25" OL | 26780  | Meer afbeeldingen                             |
| Deel van de voormalige Refugie van Hocht, aan de straatzijde voorzien van een gepleisterde lijstgevel.                                                            | Gebouw                   | derde kwart 19e eeuw                                                    |                                        | Boschstraat 73               | 50° 51' 13" NB, 5° 41' 25" OL | 26781  | Meer afbeeldingen                             |
| Terugliggend huis met lijstgevel | Gebouw                   | 17e eeuw                                                                |                                        | Boschstraat 70               | 50° 51' 12" NB, 5° 41' 23" OL | 26782  | Meer afbeeldingen                             |
| Huis met lijstgevel. | Gebouw                   | eerste helft 18e eeuw                                                   |                                        | Boschstraat 72               | 50° 51' 12" NB, 5° 41' 23" OL | 26783  | Meer afbeeldingen                             |
| Voormalig Grand Hôtel du Lévrier et de l'Aigle Noir, met brede, deels gepleisterde lijstgevel met koetspoort.                                                     | Gebouw                   | eerste helft 19e eeuw                                                   |                                        | Boschstraat 76               | 50° 51' 12" NB, 5° 41' 24" OL | 26784  | Meer afbeeldingen                             |
| Huis met lijstgevel. | Gebouw                   | 18e eeuw                                                                |                                        | Boschstraat 78               | 50° 51' 11" NB, 5° 41' 23" OL | 26785  | Meer afbeeldingen                             |
| Huis met lijstgevel, met segmentboogvensters in Naamse steen en horizontale en verticale reliefbanden.                                                            | Gebouw                   | derde kwart 18e eeuw                                                    |                                        | Boschstraat 79               | 50° 51' 12" NB, 5° 41' 25" OL | 26786  | Meer afbeeldingen                             |
| Huis met lijstgevel. | Gebouw                   | 17e eeuw                                                                |                                        | Boschstraat 80               | 50° 51' 11" NB, 5° 41' 24" OL | 26787  | Meer afbeeldingen                             |
| Huis met lijstgevel. | Woonhuis                 | 18e eeuw                                                                |                                        | Boschstraat 82               | 50° 51' 11" NB, 5° 41' 24" OL | 26788  | Meer afbeeldingen                             |
| Huis met brede lijstgevel. | Gebouw                   | 18e eeuw                                                                |                                        | Boschstraat 83               | 50° 51' 12" NB, 5° 41' 25" OL | 26789  | Meer afbeeldingen                             |
| Huis met gepleisterde lijstgevel. | Gebouw                   | 19e eeuw                                                                |                                        | Boschstraat 85               | 50° 51' 12" NB, 5° 41' 25" OL | 26790  | Meer afbeeldingen                             |
| Huis met lijstgevel. | Woonhuis                 | eerste kwart 19e eeuw                                                   |                                        | Boschstraat 87               | 50° 51' 11" NB, 5° 41' 25" OL | 26791  | Meer afbeeldingen                             |
| Huis met smalle lijstgevel. | Woonhuis                 | laatste kwart 18e eeuw                                                  |                                        | Boschstraat bij 88           | 50° 51' 11" NB, 5° 41' 24" OL | 26792  | Meer afbeeldingen                             |
| Huis met lijstgevel. | Gebouw                   | laatste kwart 18e eeuw                                                  |                                        | Boschstraat 88               | 50° 51' 10" NB, 5° 41' 24" OL | 26793  | Meer afbeeldingen                             |
| Huis waarvan de voorgevel, in de trant der zgn. Maaslandse renaissance eindigt in een hoofdgestel met consoles.                                                   | Gebouw                   | 17e eeuw                                                                |                                        | Boschstraat 89               | 50° 51' 11" NB, 5° 41' 25" OL | 26794  | Meer afbeeldingen                             |
| Huis met lijstgevel met gevelsteen IN DE STADT ANTWERPEN 1763. | Woonhuis                 | 1763                                                                    |                                        | Boschstraat 90               | 50° 51' 10" NB, 5° 41' 23" OL | 26795  | Meer afbeeldingen                             |
| Huis, waarvan de gevel in de trant der zgn. Maaslandse renaissance eindigt in een hoofdgestel met consoles. Gevelsteen IN DEN LUYPAERD, afkomstig van Vrijthof 9. | Woonhuis                 | midden 17e eeuw                                                         |                                        | Boschstraat 91               | 50° 51' 11" NB, 5° 41' 25" OL | 26796  | Meer afbeeldingen                             |
| Huis met lijstgevel. | Gebouw                   | eerste helft 18e eeuw                                                   |                                        | Boschstraat 93               | 50° 51' 11" NB, 5° 41' 25" OL | 26797  | Meer afbeeldingen                             |
| Huis met lijstgevel. | Gebouw                   | 17e eeuw                                                                |                                        | Boschstraat 94               | 50° 51' 10" NB, 5° 41' 24" OL | 26798  | Meer afbeeldingen                             |
| Huis met lijstgevel. | Gebouw                   | eerste helft 18e eeuw                                                   |                                        | Boschstraat 95               | 50° 51' 11" NB, 5° 41' 25" OL | 26799  | Meer afbeeldingen                             |
| Sint-Matthiaskerk (Maastricht) | Gebouw                   | 13e-16e eeuw                                                            |                                        | Boschstraat 99               | 50° 51' 10" NB, 5° 41' 25" OL | 26800  | Meer afbeeldingen                             |
| Huis met lijstgevel. | Gebouw                   |                                                                         |                                        | Boschstraat 96               | 50° 51' 10" NB, 5° 41' 24" OL | 26801  | Meer afbeeldingen                             |
| Huis met lijstgevel met gevelsteen IN DE FORTUYN, afkomstig van Rechtstraat 106 te Wijk.                                                                          | Gebouw                   | eerste helft 18e eeuw                                                   |                                        | Boschstraat 97               | 50° 51' 10" NB, 5° 41' 26" OL | 26802  | Meer afbeeldingen                             |
| Huis met gepleisterde lijstgevel. | Gebouw                   | laatste helft 19e eeuw                                                  |                                        | Boschstraat 98               | 50° 51' 9" NB, 5° 41' 24" OL  | 26803  | Meer afbeeldingen                             |
| Huis met lijstgevel. | Gebouw                   | eerste kwart 19e eeuw                                                   |                                        | Boschstraat 100              | 50° 51' 9" NB, 5° 41' 24" OL  | 26804  | Meer afbeeldingen                             |
| Huis met lijstgevel. | Gebouw                   | 19e eeuw                                                                |                                        | Boschstraat 101              | 50° 51' 9" NB, 5° 41' 26" OL  | 26805  | Meer afbeeldingen                             |
| Huis met lijstgevel, voorzien van hardstenen segmentboogomramingen.                                                                                               | Gebouw                   | 18e eeuw                                                                |                                        | Boschstraat 103              | 50° 51' 9" NB, 5° 41' 26" OL  | 26806  | Meer afbeeldingen                             |
| Huis, waarvan de gevel eindigt in een hoofdgestel met consoles.In zijgevel gevelsteen"IN DEN EYCK" vermoedelijk afkomstig van een huis aan de Kersenmarkt.        | Gebouw                   | eerste helft 17e eeuw                                                   |                                        | Boschstraat 104              | 50° 51' 9" NB, 5° 41' 24" OL  | 26807  | Meer afbeeldingen                             |
| Huis met gepleisterde lijstgevel. | Gebouw                   | 19e eeuw                                                                |                                        | Boschstraat 105A             | 50° 51' 9" NB, 5° 41' 26" OL  | 26808  | Meer afbeeldingen                             |
| Huis, waarvan de gevel eindigt in een hoofdgestel met consoles.                                                                                                   | Gebouw                   | eerste helft 17e eeuw                                                   |                                        | Boschstraat 106              | 50° 51' 9" NB, 5° 41' 23" OL  | 26809  | Meer afbeeldingen                             |
| Huis met lijstgevel. Geboortehuis van Alfons Olterdissen (1865-1925).                                                                                             | Woonhuis                 | 19e eeuw                                                                |                                        | Boschstraat 107              | 50° 51' 8" NB, 5° 41' 26" OL  | 26810  | Meer afbeeldingen                             |
| Huis met brede lijstgevel, voorzien van hoekrisalieten met pilasters in Luiks classicistische trant.                                                              | Gebouw                   | eerste helft 19e eeuw                                                   |                                        | Boschstraat 108              | 50° 51' 8" NB, 5° 41' 24" OL  | 26811  | Meer afbeeldingen                             |
| Huis met lijstgevel. | Gebouw                   | eerste helft 18e eeuw                                                   |                                        | Boschstraat 109              | 50° 51' 8" NB, 5° 41' 26" OL  | 26812  | Meer afbeeldingen                             |
| Huis met lijstgevel. | Gebouw                   | eerste helft 18e eeuw                                                   |                                        | Boschstraat 111              | 50° 51' 8" NB, 5° 41' 26" OL  | 26813  | Meer afbeeldingen                             |
| Huis met gepleisterde lijstgevel, voorzien van segmentboogvensters en een uitgebouwde erker op de verdieping.                                                     | Woonhuis                 |                                                                         |                                        | Boschstraat 112              | 50° 51' 8" NB, 5° 41' 24" OL  | 26814  | Meer afbeeldingen                             |
| Huis met lijstgevel. | Gebouw                   | 18e eeuw                                                                |                                        | Boschstraat 113              | 50° 51' 8" NB, 5° 41' 26" OL  | 26815  | Meer afbeeldingen                             |
| Huis met lijstgevel. | Gebouw                   | 19e eeuw                                                                |                                        | Boschstraat 115              | 50° 51' 8" NB, 5° 41' 26" OL  | 26816  | Meer afbeeldingen                             |
| Timmerfabriek (elektriciteitscentrale Sphinx) | Industrie                | 1910                                                                    |                                        | ACHTER Boschstraat 5a;7      | 50° 51' 26" NB, 5° 41' 27" OL | 506624 | Timmerfabriek (elektriciteitscentrale Sphinx) |
| Timmerfabriek (vml. technische dienst Sphinx) | Industrie                | 1905                                                                    |                                        | Boschstraat 5a               | 50° 51' 26" NB, 5° 41' 27" OL | 506625 | Meer afbeeldingen                             |
| De Eiffel | Industrie                | 1930-1940                                                               |                                        | Boschstraat 24               | 50° 51' 23" NB, 5° 41' 20" OL | 506626 | Meer afbeeldingen                             |
| Paardendrinkbak | Straatmeubilair          | 1850-1900                                                               |                                        | tegenover de St. Mathiaskerk | 50° 51' 10" NB, 5° 41' 25" OL | 506664 | Meer afbeeldingen                             |